# Ганс Лютер
Ганс Лютер (нім. Hans Luther; 10 березня 1879, Берлін — 11 травня 1962, Дюссельдорф) — німецький фінансист, політик і державний діяч. Райхсканцлер Німеччини (Ваймарська республіка) у 1925—1926 роках. Президент Райхсбанку. В'язень так званого бункеру «Целленбау» у концтаборі «Заксенгавзен».

## Джерело
- Іван Гавриш. Таємниця в'язня № 72192. Бандера у Заксенгаузені // Історія. — Львів, 2016. — № 2 (лют.). — С. 3.